# Pointe de Fin Château
Pointe de Fin Château är en kulle i Schweiz. Den ligger i distriktet Nyon och kantonen Vaud, i den västra delen av landet, 120 km sydväst om huvudstaden Bern. Toppen på Pointe de Fin Château är 1 556 meter över havet. Pointe de Fin Château ingår i Jurabergen.